# Конус Маха

Возникновение конуса Маха. При движении тела в среде на дозвуковых скоростях (v<vs) звуковые волны обгоняют движущееся тело, на околозвуковых (v~vs) перед движущимся телом возникает скачок плотности, на сверхзвуковых огибающая системы звуковых волн образует конус Маха (v — скорость потока, vs — скорость звука).

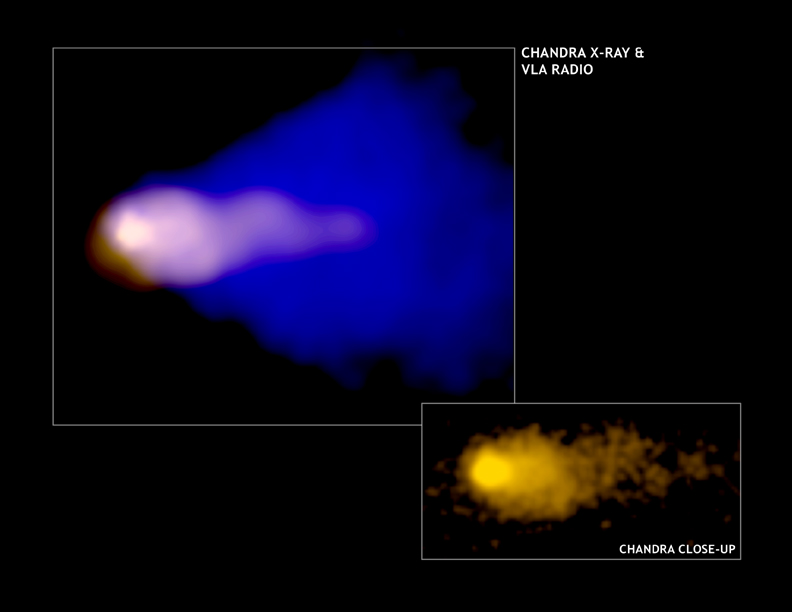
Радиоисточник G359.23-0.82 (Мышь): Пульсар PSR J1747-2958, движущийся со скоростью ~600 км/с через межзвёздный газ. Видна возмущенная область за фронтом ударной волны, ограниченная конусом Маха (радиоизображение, синий цвет) и облака плазмы, разогретые вторичной ударной волной на границе магнитосферы (рентгеновское изображение, жёлтый цвет).

Конус Маха — коническая поверхность, ограничивающая в сверхзвуковом потоке газа область, в которой сосредоточены возмущения (звуковые волны), порождённые точечным источником возмущений — телом, обтекаемым потоком или, что эквивалентно, движущимся в среде со сверхзвуковой скоростью; конус Маха разграничивает возмущённую и невозмущённую области среды. Назван в честь Эрнста Маха, который ввёл это понятие в физику.
Поверхность конуса Маха является огибающей системы звуковых волн, порождённых телом при движении в среде: в соответствии с принципом Гюйгенса поверхность конуса образована интерференцией звуковых волн при их суперпозиции и колебания на поверхности находятся в одной фазе — фазе сжатия, образуя ударную волну.
Угол между образующими конуса и его осью называется углом Маха, он связан с числом Маха следующим соотношением:
{\displaystyle \sin \alpha ={\frac {ct}{vt}}={\frac {c}{v}}={\frac {1}{M}}}
где:
{\displaystyle \alpha }: угол Маха ( φ на картинке )
{\displaystyle c}: скорость звука
{\displaystyle v}: скорость потока
{\displaystyle M}: число Маха
Конусы Маха в виде головных ударных волн конической формы наблюдаются и в межзвёздной среде при движении через неё со сверхзвуковой скоростью пульсаров — остатков сверхновых, обладающих магнитосферой, в некоторых случаях неравномерность плотности среды и, соответственно, скорости звука в ней вызывают отклонение головных ударных волн от идеальной конической формы.
В электродинамике конусу Маха соответствует «конус Черенкова» — коническая огибающая излучения Черенкова, возникающего при движении в среде элементарной частицы со скоростью, превышающей скорость распространения света в среде.